# Schodami w górę, schodami w dół
Schodami w górę, schodami w dół – powieść Michała Choromańskiego z 1967 r.

## Treść
Akcja toczy się w 1939 roku w małym miasteczku w Tatrach. Głównym bohaterem jest artysta malarz, Karol Nitonicki, który przyjeżdża w góry i zapoznaje się z zamieszkującymi Podbazie „wykolejeńcami”. Utwór posiada elementy powieści psychologicznej i sensacyjnej. Na jej kartach pojawiają się nietypowe postacie np. tajemnicza wdowa po wielkim artyście budująca na cześć nieboszczyka tumbę, zatrudniony przez nią architekt, który skrywa jakąś tajemnicę, niemieccy szpiedzy oraz osoby z rządu składające nocne wizyty u miejscowego wróżbity. Życie w miasteczku przepełniają tragikomiczne romanse i skandale obyczajowe na małomiasteczkową skalę oraz plotki.
Według powieści w 1988 roku zrealizowano film o tym samym tytule w reżyserii Andrzeja Domalika.